# ديف موراي (متزحلق جبال الألب)
ديف موراي (بالإنجليزية: Dave Murray)‏  (و. 1953 – 1990 م) هو متزلج جبال كندي، ولد في فانكوفر، شارك في الألعاب الأولمبية الشتوية 1980، توفي في فانكوفر، عن عمر يناهز 37 عاماً، بسبب سرطان الجلد.

## روابط خارجية
- ديف موراي على موقع الاتحاد الدولي للتزلج (التزلج على المنحدرات الثلجية) (الإنجليزية)
- ديف موراي على موقع أوليمبيديا (الإنجليزية)